# Stazione di Tokyo
La stazione di Tokyo (東京駅?, Tōkyō-eki) è una stazione ferroviaria e metropolitana di Tokyo, che si trova a Marunouchi, il distretto d'affari di Chiyoda, nei pressi del Palazzo imperiale e del distretto commerciale di Ginza. Si tratta del terminal ferroviario principale di Tōkyō e della stazione giapponese più frequentata per numero di treni al giorno (oltre 3000). È anche la quinta stazione del Giappone orientale per traffico di passeggeri. Si tratta del punto di partenza e arrivo della maggior parte delle linee ferroviarie ad alta velocità giapponesi (Shinkansen), oltre ad essere servita da numerose linee locali e regionali per pendolari. Fa parte anche della rete metropolitana di Tokyo.

## Storia

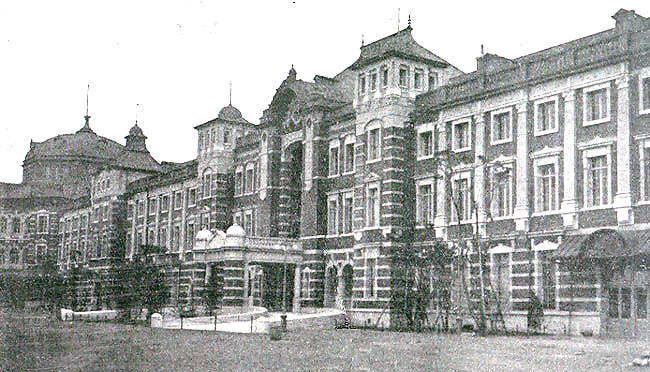
La stazione di Tōkyō nel dicembre 1914, poco dopo il suo completamento

Nel 1889 una commissione municipale di Tokyo elaborò il progetto per una linea ferroviaria sopraelevata che collegasse il terminal Shimbashi della linea principale Tōkaidō a quello delle Ferrovie Nippon (ora linea principale Tōhoku) a Ueno. La dieta imperiale decise così nel 1896 di costruire su questa linea una nuova stazione denominata Stazione Centrale (中央停車場?, Chūō Teishajō), situata direttamente di fronte ai giardini del Palazzo imperiale.
La costruzione fu ritardata a causa dello scoppio della Prima guerra sino-giapponese e la guerra russo-giapponese, ma finalmente nel 1908 iniziò. La stazione a tre piani è stata progettata dall'architetto Tatsuno Kingo (che progettò anche la stazione di Manseibashi e l'edificio della Banca del Giappone, situati vicino) come sobria celebrazione della costosa vittoria del Giappone nella guerra russo-giapponese. Secondo molte persone l'edificio è stato ispirato dall'architettura della Stazione Centrale di Amsterdam: Terunobu Fujimori, studioso di architettura occidentale, smentisce la voce, dopo aver studiato lo stile di Tatsuno e quello dell'edificio stesso. Nonostante ciò, sono numerosi i parallelismi fra le due costruzioni: in entrambi i casi si tratta di stazioni ferroviarie di facciata che nascondono i binari disposti parallelamente all'edificio; sono composte da tre blocchi principali (uno centrale e due laterali) disposti sulla stessa linea e connessi da corpi allungati, e sono costruite in mattoncini rossi con dettagli di pietra bianca a contrasto.
La Stazione di Tokyo aprì il 18 dicembre 1914 con quattro binari, due per le linee elettriche (le linee Yamanote e Keihin-Tohoku attuali), e due per i treni non elettrici (attuali binari della linea principale Tōkaidō). L'estensione della linea Chuo alla stazione è stata completata nel 1919 e inizialmente i treni della linea fermavano ai binari ora utilizzati dai treni delle attuali linee Yamanote e Keihin-Tohoku in direzione nord. Durante questo periodo iniziale le uscite della stazione erano solo sul lato Marunouchi, con il lato nord che fungeva da uscita ed il lato sud usato come ingresso. Nel 1921, il primo ministro Hara Takashi fu assassinato all'ingresso sud. Il lato Yaesu della stazione fu inaugurato nel 1929.

### Il dopoguerra
Gran parte della stazione venne distrutto dai due bombardamenti dei B-29 il 25 maggio e il 25 giugno del 1945. Questi bombardamenti in particolare distrussero le imponenti cupole di vetro della stazione. Dopo la guerra, la stazione venne ricostruita frettolosamente, a due piani e senza le cupole. Anche il lato Yaesu venne ricostruito dopo la guerra, ma un altro incendio nel 1949 danneggiò la struttura, così che fu necessaria un'ulteriore ricostruzione. Nel 1953 venne inaugurato il nuovo lato Yaesu della stazione, con i grandi magazzini Daimaru e due nuovi binari per la linea principale Tōkaidō, che dal 1964 sono usati dalla Tōkaidō Shinkansen. Per permettere l'estensione della Tōhoku Shinkansen da Ueno, il lato Yaesu venne ulteriormente modificato nel 1991.

### La riqualificazione 2009-2013

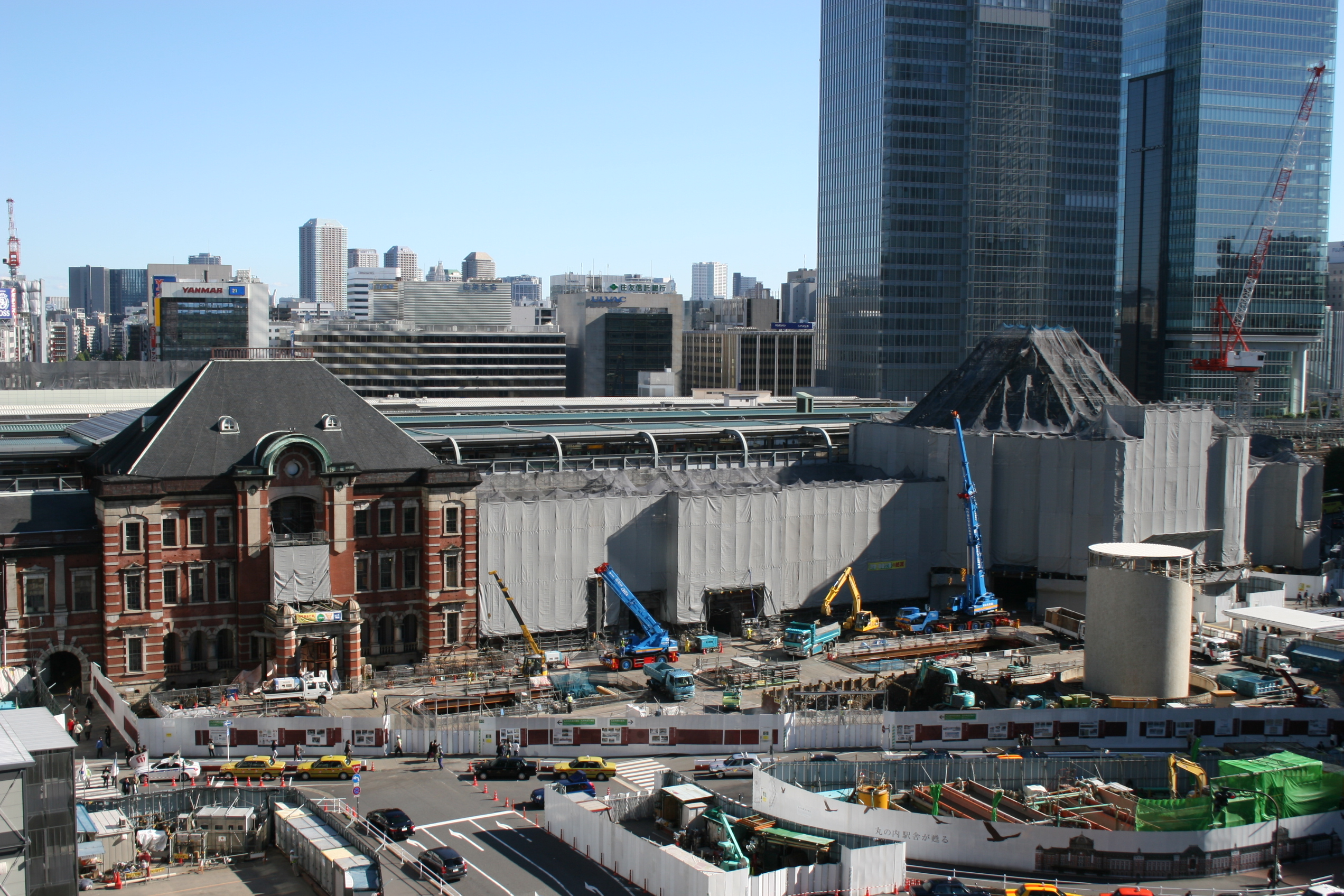
Foto del novembre 2009 che mostra l'inizio dei lavori di riqualificazione

Il complesso della stazione è stato riqualificato nel periodo 2009-2013. Il lato Marunouchi è stato ripristinato alla condizione pre-guerra, e la zona circostante convertita in una grande piazza convergente verso il Palazzo Imperiale, con aree per autobus e taxi. Questa riqualificazione è terminata nel 2011. Sul lato Yaesu invece l'alto edificio centrale è stato abbassato, e al suo posto sono state costruite due torri gemelle chiamate GranTokyo. Sul tetto della stazione è stata installata una grande tettoia sotto forma di tensostruttura. Questi lavori sono finiti nel 2013.

### Progetti futuri
Esiste un progetto relativo alla costruzione di una diramazione della linea Asakusa della metropolitana Toei, che permetterebbe alla stazione di Tōkyō di avere una seconda connessione diretta alla metropolitana, nonché un collegamento più veloce ai due aeroporti di Haneda e Narita. Sono inoltre in corso i lavori di costruzione della linea Ueno-Tokyo, che collegherà la stazione con Ueno e permetterà alle linee Utsunomiya, Takasaki e Jōban di arrivarvi. Le municipalità attraversate dalla ferrovia Tsukuba Express hanno inoltre proposto l'estensione della linea da Akihabara alla stazione di Tōkyō, in concomitanza con la costruzione di una nuova linea da aeroporto ad aeroporto.

## Linee

### Treni
JR East
■ Linea Yamanote
■ Linea Chūō
■ Linea Keihin-Tōhoku
■ Linea Keiyō
■ Linea Sōbu Rapida
■ Linea Tōkaidō, con treni provenienti da:
■ Linea Takasaki (servizi diretti dal 14 marzo 2015)
■ Linea Utsunomiya (servizi diretti dal 14 marzo 2015)
■ Linea Jōban (servizi diretti dal 14 marzo 2015)
■ Linea Yokosuka
 Tōhoku Shinkansen
 Yamagata Shinkansen
 Akita Shinkansen
 Jōetsu Shinkansen
 Nagano Shinkansen
 JR Central
 Tōkaidō Shinkansen

### Metropolitana
Tokyo Metro
 Linea Marunouchi
La stazione di Tokyo è collegata da una serie di passaggi sotterranei alla stazione di Ōtemachi, punto di coincidenza di molte linee della metropolitana, servita dalle linee:
 Linea Tōzai
 Linea Chiyoda
 Linea Hanzōmon
 Linea Mita
La Stazione di Tokyo è anche il più grande terminal di bus intercity, con servizi giornalieri regolari per diverse città della regione di Kantō e con servizi notturni per le regioni di Kansai e Tōhoku.

## Struttura
La facciata principale sul lato ovest della stazione è costituita da mattoncini, sopravvissuti dai tempi della sua apertura nel 1914. La stazione principale è dotata di 10 binari ad isola che servono 20 convogli, situati sopra il livello stradale in direzione nord-sud. Il sottopassaggio principale corre al di sotto dei binari da est ad ovest.
Le linee Shinkansen si trovano nella parte est (o Yaesu) della stazione, vicino ad un grande magazzino della Daimaru.
I due binari che servono 4 convogli della linea Sōbu/Yokosuka sono sotterranei (cinque livelli sotto il piano terra) e localizzati nella zona ovest della stazione; i due binari che servono 4 convogli della linea Keiyō sono posti quattro livelli sotto il piano terra ad un centinaio di metri dalla stazione principale in direzione sud. I binari sono collegati alla stazione principale da tappeti mobili. 
L'intero complesso è collegato ad un sistema esteso di collegamenti con la metropolitana, che permettono anche di raggiungere gli edifici e i centri commerciali delle vicinanze.

### Binari sopraelevati
| 1-2  | ■ Linea Chūō Rapida        |  | per Shinjuku, Tachikawa, Hachiōji, e Ōme (via ■ linea Ōme)     |
| 3    | ■ Linea Keihin-Tōhoku      |  | per Ueno, Akabane e Ōmiya                                      |
| 4    | ■ Linea Yamanote           |  | per Ueno, Sugamo, Ikebukuro e Shinjuku                         |
| 5    | ■ Linea Yamanote           |  | per Shinagawa, Meguro e Shibuya                                |
| 6    | ■ Linea Keihin-Tōhoku      |  | per Shinagawa, Yokohama e Ōfuna                                |
| 7-8  | ■ Linea principale Tōkaidō |  | per Yokohama, Hiratsuka, Odawara, Atami, Numazu e Itō          |
| 9-10 | ■ Linea principale Tōkaidō |  | per Takamatsu, Izumoshi e Izukyū-Shimoda (via linea Izu Kyūkō) |

### Binari Shinkansen
| 14-19 | Tōkaidō Shinkansen |  | per Shin-Yokohama, Nagoya, Kyoto, Shin-Ōsaka e per Okayama, Hiroshima e Hakata (Sanyō Shinkansen)                                                 |
| 20-23 | Tōhoku Shinkansen  |  | per Utsunomiya, Fukushima, Sendai, Morioka e Shin-Aomori, per Yamagata e Shinjō (Yamagata Shinkansen) e per Kakunodate e Akita (Akita Shinkansen) |

### Binari sotterranei linea Yokosuka-Sōbu
| Sōbu 1-2 | ■ Linea Yokosuka    |  | per Yokohama, Ōfuna, Kamakura, Yokosuka e Kurihama                                                        |
| Sōbu 3-4 | ■ Linea Sōbu Rapida |  | per Kinshichō, Funabashi, Chiba e Narita Aeroporto (via ■ linea Narita); espresso limitato Narita Express |

### Binari sotterranei linea Keiyō-Musashino
| Keiyō 1-2 | ■ Linea Keiyō     |  | per Shin-Kiba, Maihama, Kaihin-Makuhari, Soga; per Tateyama (via ■ linea Uchibō) e per Awa-Kamogawa (via ■ linea Sotobō); Espressi Limitati Sazanami e Wakashio |  |
| Keiyō 1-2 | ■ Linea Musashino |  | per Nishi-Funabashi |  |
| Keiyō 3-4 | ■ Linea Keiyō     |  | per Shin-Kiba, Maihama, Kaihin-Makuhari, Soga; per Tateyama (via ■ linea Uchibō); e per Awa-Kamogawa (via ■ linea Sotobō)                                       |  |
| Keiyō 3-4 | ■ Linea Musashino |  | per Nishi-Funabashi |  |

### Binari linea Marunouchi (metropolitana)
| 1 | Linea Marunouchi |  | per Ginza, Shinjuku, Ogikubo e Hōnanchō |  |
| 2 | Linea Marunouchi |  | per Ōtemachi e Ikebukuro                |  |

## Stazioni adiacenti
| «                              | Servizio                                                                              | »                       |
| Tōhoku Shinkansen              | Tōhoku Shinkansen                                                                     | Tōhoku Shinkansen       |
| ------------------------------ | ------------------------------------------------------------------------------------- | ----------------------- |
| Capolinea                      | Tutti i treni                                                                         | Ueno o Ōmiya            |
| Tōkaidō Shinkansen             |                                                                                       |                         |
| Capolinea                      | Tutti i treni                                                                         | Shinagawa               |
| Linea principale Tōkaidō       |                                                                                       |                         |
| Capolinea                      | Locale Rapido Acty Rapido pendolari                                                   | Shimbashi               |
| Linea Keihin-Tōhoku            |                                                                                       |                         |
| Kanda                          | Locale                                                                                | Yūrakuchō               |
| Akihabara                      | Rapido                                                                                | Hamamatsuchō            |
| Linea Yamanote                 |                                                                                       |                         |
| Kanda                          | -                                                                                     | Yūrakuchō               |
| Linea principale Chūō          |                                                                                       |                         |
| Capolinea                      | Locale Rapido Rapido pendolari R. Speciale Ōme R. Speciale Chūō R. Speciale pendolari | Kanda                   |
| Linea Sōbu (rapida) - Yokosuka |                                                                                       |                         |
| Shin-Nihombashi                | Rapido Rapido pendolari                                                               | Shimbashi (sotterranea) |
| Linea Keiyō                    |                                                                                       |                         |
| Linea Musashino                |                                                                                       |                         |
| Capolinea                      | Locale Rapido Rapido pendolari                                                        | Hatchōbori              |
| Linea Marunouchi               |                                                                                       |                         |
| Ginza                          | -                                                                                     | Ōtemachi                |